# جمال الدين السرمري
جَمَالُ الدِّينِ أَبُو الْمُظَفَّرِ يُوسُفُ بْنُ مُحَمَّدِ بْنِ مَسْعُودِ بْنِ مُحَمَّدِ بْنِ عَلِيِّ بْنِ إِبْرَاهِيمَ الْعَبَّادِيُّ الْعُقَيْلِيُّ السُّرَّمَرِّيُّ الْحَنْبَلِيُّ ويُعرف اختصارًا بـ جمال الدين السرمري (17 رجب 696 – 21 جمادى الأولى 776هـ / 1297 – 1374م) نحوي ومحدث وفقيه حنبلي ولد سنة 696 هـ/1296م، في مدينة سر من رأى، وهي مدينة سامراء حاليا من مدن العراق، وهو محدث ولغوي وفقيه وذو فنون عدة، أخذ إجازاته العلمية وسماعه من علماء بغداد، ومنهم الصفي عبد المؤمن بن عبد الحق، وأبي الثناء محمود بن علي الدقوقي، وغيرهما، ثم رحل إلى بلاد الشام، وسمع من ابن عبد الدائم في دمشق، وتفقه على سراج الدين الحسين بن يوسف التبريزي، وآخرين.
ولقد برع في اللغة العربية، وعلم الفرائض، ونظم وحدث وأفاد وكان ينهج منهج الإمام ابن تيمية. وله مؤلفات كثيرة تجاوزت المائة كتاب ورسالة.
أخذ عنه ابن رافع السلامي مع تقدمه عليه، وحدث عنه، وذكره في معجمه، ولكنه مات قبله.

## وفاته
أصيب يوسف السرمري بأمراض الشيخوخة وأقعد في آخر أيامه، وتوفى في دمشق في 21 جمادى الأولى سنة 776 هـ/1375م، ودفن في مقبرة الصوفية.

## من مؤلفاته
- إحكام الذريعة إلى أحكام الشريعة.
- الأربعون الصحيحة فيما دون أجر المنيحة.
- الأرجوزة الجلية في الفرائد الحنبلية.
- الإفادات المنظومة في العبادات المختومة.
- الثمانيات (في علم الحديث النبوي وتخريجه).
- الجراد وما في شأنه من الصلاح والفساد.
- الحمية الإسلامية في الأنتصار لمذهب ابن تيمية.
- الخصائص والمفاخر لمعرفة الأوائل والأواخر.
- ذكر القلب الميت.
- شفاء الآلام في طب أهل الإسلام.
- عمدة الدين في فضل الخلفاء الراشدين.
- صحاح الأحكام وسلاح الحكام.
- عجائب الأتفاق وغرائب ما وقع في الآفاق.
- غيث السحابة في فضل الصحابة.
- الروضة المورقة في الترجمة المونقة، (وفيه ترجمته وذكر مؤلفاته).
- نهج الرشاد في نظم الاعتقاد.[8]
- ذكر الوباء والطاعون.[9]

## الهوامش
1: أُورِّخ التاريخ الميلادي بحسب كتاب الأعلام للزركلي.